# Crise humanitaire Yanomami
La crise humanitaire Yanomami est une série de morts massives, de famines, de déplacements forcés et d'autres violations majeures des droits de l'homme qui ont eu lieu dans le territoire indigène brésilien Yanomami pendant la présidence de Jair Bolsonaro (2019-2023),,. De tels événements auraient commencé ou se seraient aggravés à partir de 2019 en raison de l'exploitation effrénée des ressources naturelles par des individus et entreprises et de la négligence du gouvernement, et ont souvent été considérés par les spécialistes des peuples autochtones comme constituant un génocide contre le peuple Yanomami,,,,.

## Contexte

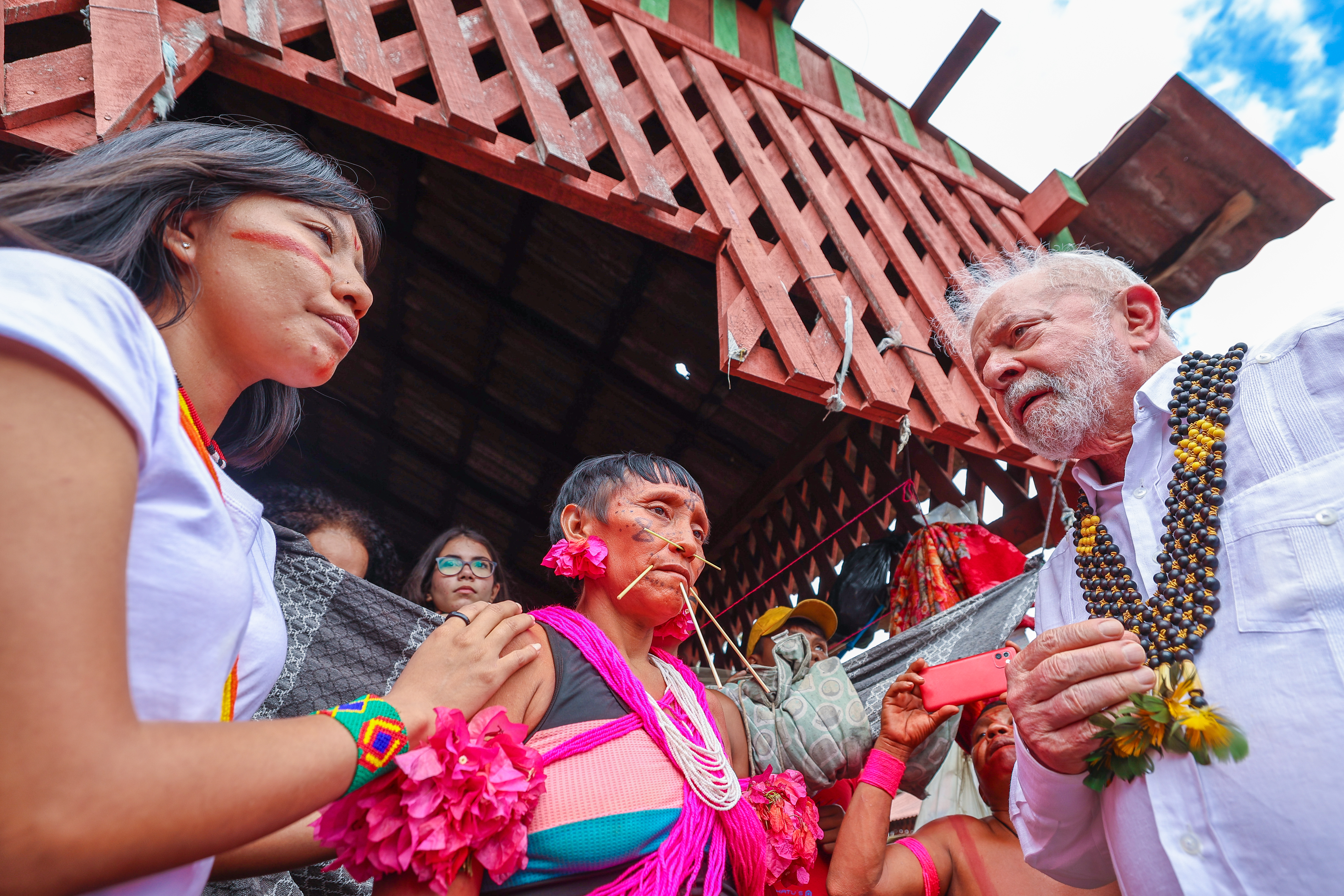
Luiz Inácio Lula da Silva, successeur de Jair Bolsonaro, annonce des mesures d'urgence pour faire face à la crise humanitaire Yanomami.

Après avoir été élu aux élections générales brésiliennes de 2018 et après sa prise de fonction sous la promesse d'assouplir les politiques environnementales, en particulier dans la région amazonienne brésilienne, le président de l'époque, Jair Bolsonaro, a abrogé plusieurs décrets présidentiels interdisant l'exploitation minière illégale et l'exploitation forestière illégale dans tout le pays, et a effectivement démantelé les agences de protection de l'environnement, notamment le Ibama et le ICMBio,,.
En janvier 2023, après la fin de l'administration Bolsonaro en raison de sa défaite aux élections générales brésiliennes de 2022, de nouveaux responsables gouvernementaux nommés par le président Luiz Inácio Lula da Silva ont pris leurs fonctions et ont immédiatement été informés d'une escalade de la crise Yanomami.

## Incidents
La négligence du gouvernement, l'empiètement agricole et les activités illégales affectant la région précèdent la création de la réserve Yanomami en 1992. Les premiers contacts entre les peuples indigènes Yanomami et les hommes blancs ont eu lieu entre 1910 et 1940 ; au cours des deux décennies suivantes, ces contacts se sont multipliés en raison des missions religieuses basées dans la région, et des travaux de construction de routes et des projets miniers menés par le régime militaire ont commencé dans la région dans les années 1970, au cours desquelles les premiers rapports d'épidémies, notamment de grippe, de rougeole et de coqueluche est apparue liée à la décimation de communautés Yanomami entières Depuis lors, la région a souffert d'être un point central pour les activités illégales, notamment l'exploitation minière, entraînant l'empoisonnement au mercure de plusieurs membres de la tribu, y compris des nourrissons.

### Abus sexuels, viols et adoptions illégales
Un rapport publié par l'Instituto Socioambiental et co-écrit par les associations autochtones Hutukara Yanomami et Wanasseduume Ye'kwana a montré des témoignages de femmes autochtones qui ont déclaré que des mineurs illégaux leur offraient de la nourriture ou de l'or en échange de relations sexuelles avec elles et/ou leurs enfants. Trois adolescents âgés de 13 ans seraient morts après avoir été violés par des mineurs illégaux en 2020. Des infections sexuellement transmissibles ont également été touchées les Yanomami. De plus, le gouvernement fédéral a ouvert des enquêtes sur des rapports d' adoptions illégales et d'abus sexuels systémiques contre des enfants Yanomami.

### Extraction d'or
L'extraction de l'or est une activité de plus en plus importante dans la région amazonienne. Le 16 janvier 2023, le journal brésilien Folha de São Paulo rapporte que l'ancien général de l'armée brésilienne Augusto Heleno, ancien ministre sous le gouvernement Bolsonaro, avait autorisé un trafiquant de drogue condamné à exploiter un projet d'extraction d'or dans la région de Yanomami. Le 27 janvier, le journal brésilien O Globo rapporte que la Banque centrale brésilienne n'avait pas réussi à réprimer le blanchiment d'or. Cet échec aurait encouragé quelque 20 000 mineurs illégaux à exploiter davantage les territoires indigènes, y compris la réserve Yanomami.
Des sociétés minières légales telles que MM Gold (rebaptisée Gana Gold) ont également masqué des activités illégales en simulant des quantités d'or bien supérieures à celles autorisées à extraire dans leurs licences, selon un rapport de Mongabay et The Intercept Brazil. Les crypto-monnaies ont également été utilisées pour blanchir des activités criminelles et transférer des actifs financiers à des comparses.

### Bilan des morts
Bien que les estimations des décès liés à la surexploitation du peuple Yanomami soient très dispersées et sous-déclarées en raison de l'éloignement du territoire, les rapports ont révélé que 99 enfants Yanomami âgés de 5 ans ou moins sont décédés en 2022, dont un tiers était dû à pneumonie,, et de 2019 à 2023, un total de 570 enfants yanomami sont morts à cause de la malnutrition, de la faim et d'un empoisonnement au mercure.

### Complications de santé
Les responsables médicaux travaillant dans l'État de Roraima, où se trouve la réserve Yanomami, ont noté un « manque total de soins médicaux appropriés dans la région », ajoutant que les patients indigènes infectés par le paludisme ont rapidement évolué vers de graves lésions hépatiques après avoir été infectés et non traités plusieurs fois par protozoaire Plasmodium falciparum, l'une des quatre espèces capables de provoquer le paludisme chez l'homme. L'onchocercose, une maladie parasitaire liée à l'extrême pauvreté, a été éradiquée sur tout le territoire brésilien à l'exception de la réserve Yanomami, où elle représente toujours une charge de morbidité.

### Financement minier illégal

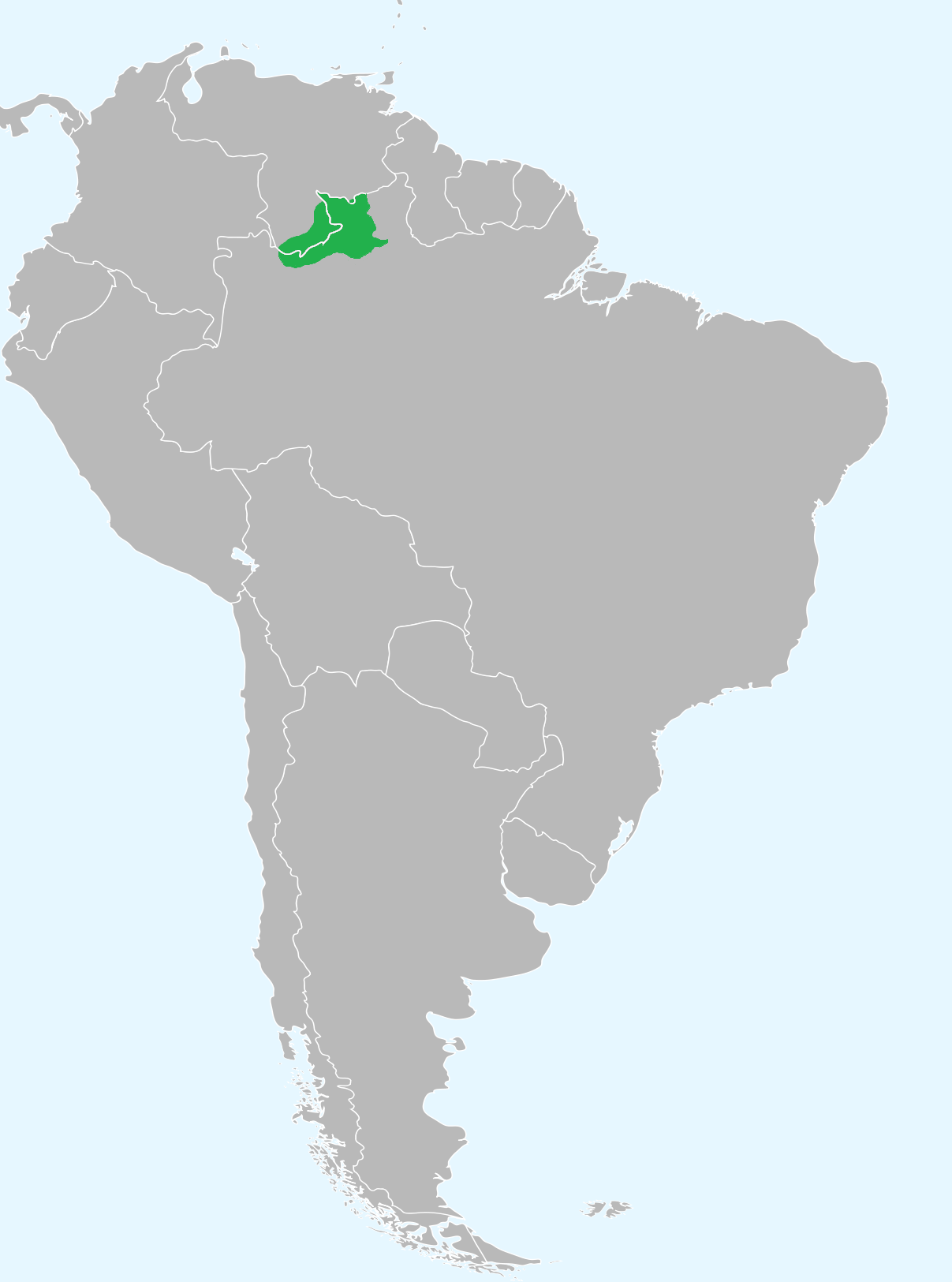
L'emplacement du territoire indigène Yanomami.

Le 24 janvier 2023, deux articles du journal brésilien O Globo détaillent que le gouvernement Bolsonaro avait alloué 872 millions BRL (environ 171 millions USD ) du budget fédéral aux services d'une organisation non gouvernementale évangélique opaque de 2019 à 2023. Selon des chefs indigènes du territoire Yanomami, l'ONG n'a pas travaillé dans la région depuis qu'elle a commencé à recevoir des affectations de l'administration Bolsonaro, ce qui soulève des soupçons de corruption généralisée. De plus, les fonds gouvernementaux destinés à transporter des médecins et des infirmières dans la région sous l'administration Bolsonaro ont été dirigés vers des sociétés de transport appartenant à des mineurs illégaux qui auraient également été informés des descentes de police et des opérations quelques heures ou jours avant qu'elles n'aient lieu.

## Conséquences
Le 21 janvier 2023, le ministère brésilien de la Santé déclare une urgence médicale sur le territoire indigène. Le même jour, Lula et de hauts responsables gouvernementaux, dont la ministre de la Santé Nísia Trindade, le ministre de la Justice Flávio Dino et la ministre des Affaires indigènes Sônia Guajajara, se sont rendus sur le territoire situé dans l'État le plus septentrional de Roraima pour annoncer un programme d'aide fédérale à la région et les Yanomami. Le 24 janvier, un hôpital de campagne géré par le gouvernement fédéral a commencé à être mis en place par l'armée brésilienne à Boa Vista, la capitale du Roraima, et a ouvert trois jours plus tard,. Quelque 5 000 kits alimentaires d'urgence comprenant des repas pour les enfants autochtones ont été envoyés et distribués dans le territoire Yanomami,.

### Enquêtes
Le 18 janvier 2023, le principal institut médical brésilien Fiocruz a averti les responsables gouvernementaux qu'un lot du médicament antipaludique ASMQ destiné à traiter la maladie chez les Yanomami avait disparu et aurait été détourné vers des mineurs illégaux qui l'ont depuis commercialisé.
Le 30 janvier 2023, la Cour suprême du Brésil a autorisé une enquête sur la gestion de la crise humanitaire par d'anciens responsables du gouvernement Bolsonaro ainsi que sur la question de savoir si un génocide a été commis. Les enquêteurs ont également été autorisés à recueillir des preuves de la disparition d'avions illégaux utilisés par les mineurs et saisis par la police et des révélations illégales de descentes de police au profit des mineurs illégaux, entre autres actions ou absence de celles-ci.

### Répression
Simultanément aux enquêtes, le gouvernement fédéral a annoncé plusieurs mesures pour faire dissoudre les réseaux criminels opérant dans la région et les éloigner du territoire yanomami, y compris le déploiement de personnel médical et de sécurité renforcé ; l'approvisionnement en vivres et en eau et en articles vestimentaires aux communautés touchées et la (ré)ouverture des avant-postes de l'agence indigène Funai dans la région. De plus, une zone d'exclusion aérienne a été établie sur le territoire,,,.

#### Fuite
Après l'annonce d'un blocage de l'approvisionnement en carburant et en nourriture pour les organisations criminelles et l'annonce d'une zone d'exclusion aérienne, un nombre important de mineurs illégaux auraient renoncé à prendre l'avion et commencé à fuir les forces de sécurité par voie terrestre, certains groupes tentant de traverser la frontière avec le Venezuela et la Guyane relativement éloignée. Les billets d'avion individuels coûteraient 15 000 BRL (près de 3 000 USD) en raison du siège militaire et ceux qui n'avaient pas les moyens de prendre un vol essayaient de quitter la réservation par bateau ou restaient bloqués car leurs vivres s'épuisaient, selon rapports et initiés.